# Ein Sommer in Baden-Baden
Ein Sommer in Baden-Baden (russischer Titel: Лето в Бадене Leto w Badene) ist der Titel eines 1977 bis 1980 entstandenen und 1982 in der Nowaja gaseta, einer in New York erscheinenden Emigrantenzeitung, publizierten Romans des russischen Schriftstellers Leonid Borissowitsch Zypkin über den Schriftsteller Fjodor Dostojewski.

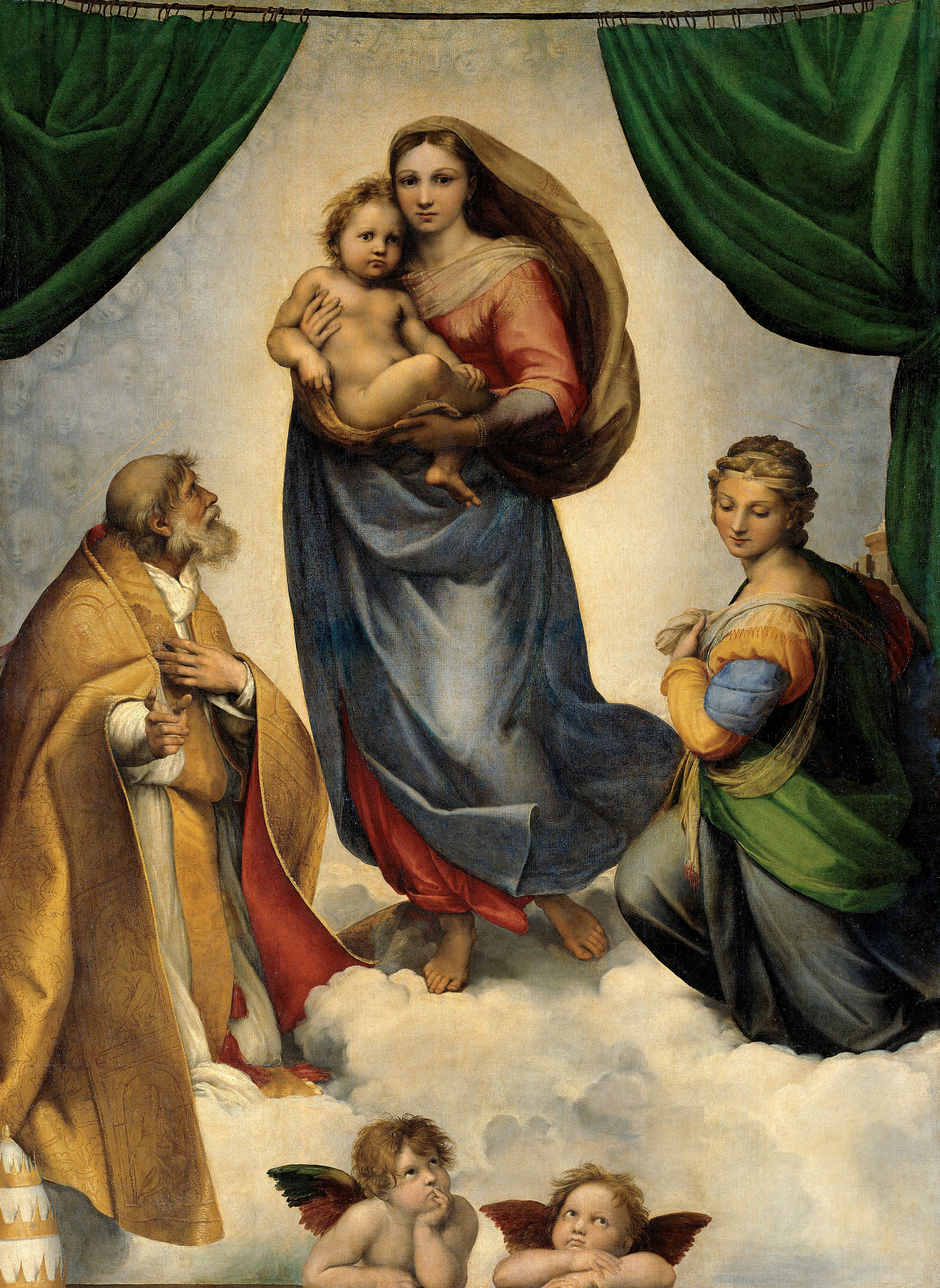
Dostojewskis Lieblingsbild: Raffaels Sixtinische Madonna mit der vollkommenen Dreieckskomposition hängt in seinem Arbeitszimmer als Fotografie über dem Diwan, auf dem er am 9. Februar 1881 starb.

## Inhalt

### Überblick
Die Handlungen spielen im Wesentlichen auf zwei sich oft durchdringenden Zeitebenen:
- Ein Ich-Erzähler (mit biographischen Ähnlichkeiten zum Autor) reist im Winter, Ende Dezember, in der Gegenwart Zypkins, in den 1970er Jahren, von Moskau nach Leningrad, um dort für seine Dostojewski-Recherche das im Sterbehaus des Schriftstellers eingerichtete Museum zu besuchen.

- Eingeblendet sind die Ergebnisse seiner Forschung: Vergleiche zur Gegenwartsebene und mit Romanfiguren, Interpretationen und ergänzende Phantasien über das Leben Dostojewskis und seiner zweiten Ehefrau Anna zwischen 1867 und 1881, mit zwei Schwerpunkten: dem Aufenthalt in Baden-Baden und dem 9. Februar 1881, dem Sterbetag des Dichters. So entsteht Zypkins Dostojewski-Porträt.

### 1. Teil: Zwei Reisen (S. 27–88)

#### Die Reise des Erzählers nach Leningrad

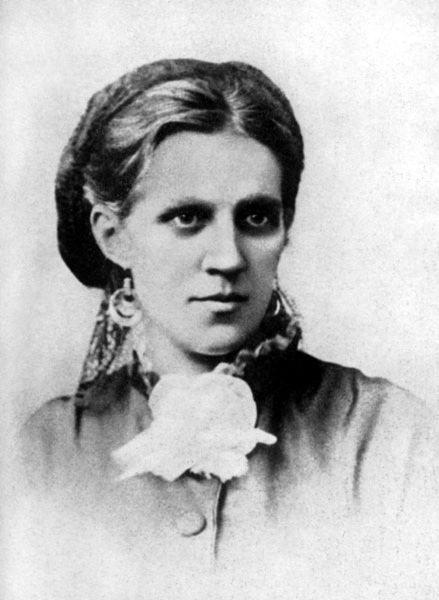
„[D]ieser feste düstere Blick [Annas] erschien ihm [Dostojewski] klar und sanft, was er sicherlich auch war“.

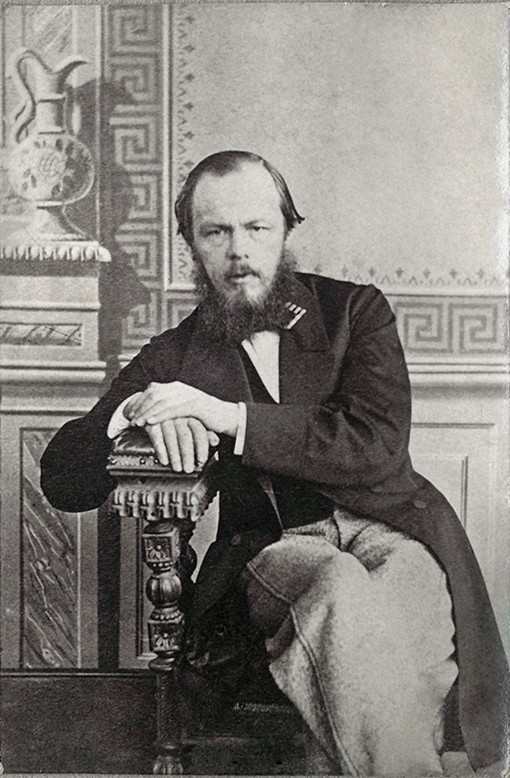
Dostojewski, „ein nicht mehr junger Mann […] mit schlichtem russischen Gesicht, gelichtetem Haar und graublondem Bart“.

Ende Dezember fährt der Erzähler mit der Eisenbahn von Moskau nach Leningrad (z. B, S. 27, 30–31, 53–54.), liest während der Fahrt im Tagebuch Anna Dostojewskajas, einer Niederschrift ihrer stenographischen Aufzeichnungen aus dem ersten Sommer nach ihrer Heirat im Ausland und erinnert sich im Bahnhof in Kalinin an den Aufenthalt des Schriftstellers in dieser Stadt nach der Rückkehr aus der Haft in Omsk und seiner Wehrpflicht in Semipalatinsk (S. 55–56).

#### Dostojewskis Familienbeziehungen
Eingearbeitet in diesen Rahmen ist die Reise des Ehepaares Dostojewski Mitte April 1867 von Sankt Petersburg aus nach Wilna, dann über Berlin nach Dresden. In diese Erzählungen sind wiederum Rückblicke auf den Beginn ihrer Beziehung und Ehe aus den Perspektiven Annas und Fedjas (Fjodors) eingeblendet: Die junge Frau bemühte sich aus Bewunderung für den zwanzig Jahre älteren berühmten Schriftsteller in Petersburg dessen Stenographin zu werden (S. 46) und er diktierte ihr den Roman Der Spieler. Begleitet ist die beginnende Liebesbeziehung durch Rivalitäten mit dem Stiefsohn aus erster Ehe Pawel Alexandrowitsch (Pascha) (S. 48), seinen Schwestern, die eine Verwandte als zweite Frau für den Bruder vorgesehen hatten, und Emilia Fjodorowna, der Frau seines toten Bruders, mit dem er eine bankrottgegangene Zeitschriftenredaktion betrieb. Nun muss er die Schulden bezahlen, ebenso soll er die Gläubiger der insolventen Tabakfabrik des Bruders zufriedenstellen (S. 51). Durch finanzielle Unterstützung seiner Schwiegermutter (Snitkina), sie stattet sie auch mit Reisegeld aus, vermeiden die Dostojewskis die Pfändungen, heiraten und fahren nach Moskau, wo die Freunde ihres Bruders Wanja neugierig sind auf die Frau des berühmten Verfassers von Schuld und Sühne (S. 63).

#### Extreme Gefühle
In Dresden beziehen die Dostojewskis ein Drei-Zimmer-Quartier bei Mme. Zimmermann. Sie flanieren durch die Stadt, speisen in möglichst preiswerten Restaurants, ärgern sich über die Bedienung des von ihnen „Diplomat“ genannten Kellners und besuchen das Museum, wo der Schriftsteller Raffaels Gemälde, mit der für ihn die Vollkommenheit symbolisierenden Dreiecksgruppe über den Wolken, hoch vom Stuhl des Museumswärters (S. 40, 44) aus betrachtet und von diesem heruntergebeten wird. Solche Situationen des gescheiterten Aufstiegs sind für ihn typisch. In Verbindung damit taucht in wiederholten Erinnerungen, (z. B, S. 34, 39, 43) das Motiv der Demütigungen während der Zeit der Katorga und der ängstlichen Unterwürfigkeit Dostojewskis dem Platzmajor in der Festung von Omsk gegenüber auf, wo er von 1850 bis 1854 inhaftiert war. Oft reagiert er dann aus seinem Minderwertigkeitsgefühl oder der Angst, von den anderen nicht ernst genommen und verspottet zu werden, unbeherrscht, wie in Frankfurt, als er einen Hutkauf abbricht, weil er sich einbildet, die Verkäuferin halte ihn für einen Barbaren, oder wenn er in Gesellschaften befürchtet, man lache über ihn, wenn er seine Gefühle offenbart (S. 80–85). Auch das Verhalten seiner um ihn besorgten Frau und deren Lächeln beurteilt er oft falsch und wird wütend. Später nähert er sich ihr kniend mit schlechtem Gewissen, bringt ihr kleine Geschenke mit und sucht die Versöhnung beim abendlichen „sich verabschieden“. Zu Beginn der Beziehung versuchte er ihr auf einem Jahrmarkt durch seine Schießkünste zu imponieren, er ist in ständiger Sorge, dass sich seine jüngere Frau über ihr „gemeinsames Schwimmen“ lustig mache, was ihn daran hindert, zu „fliegen wie eine Möwe, frei und leicht über dem Meer dahinschwebend“. Eifersüchtig beobachtet er ihre heiteren Gespräche mit andern. Stattdessen möchte er, dass sie sich neben ihn an seinen Schreibtisch setzt, weil er dann besser nachdenken kann. Wenn sie dies schließlich auf sein Drängen macht, wirft er ihr vor, es nicht gern zu tun, und gerät in Wut, wofür er sie dann wieder in Kreislaufbewegungen um Verzeihung bitten muss (S. 83, 85).

#### Das unerreichbare Ziel
Die Reise nach Baden-Baden (S. 64, 70, 71, 80, 86) über Leipzig und Frankfurt ist durchsetzt mit eingeschobenen Rückblicken und Erinnerungen, welche die wechselseitige Abhängigkeit der Eheleute voneinander spiegeln. Von Dresden aus besucht Dostojewski Homburg und Anna liest den während seiner Abwesenheit eintreffenden Brief von seiner früheren Freundin Apollinarija Suslowa. Nach seiner Rückkehr beobachtet Anna ihren Mann beim Lesen des Briefes. Dieser erinnert ihn (S. 67–69) an die gemeinsame Reise mit Apollinarija nach Italien und Paris. Sie liebte einen Spanier, und nachdem dieser sie verließ, durfte Dostojewski sie, allerdings nur als Freund, auf ihrer Reise im Zug und auf dem Schiff begleiten. In solchen Situationen, wie bereits zuvor, als sie befürchtete, die Familie ihres Mannes würde ihre Verbindung untergraben, sucht Anna nach einem Halt, der durch einen Schiffsmast symbolisiert wird, an den sie sich klammert, und dies verdeutlicht, dass der Schriftsteller das Zentrum ihres Lebens ist. Während Anna aus dem Zugfenster die vorbeiziehenden Landschaften betrachtet und sich vorstellt, wie die Menschen in den vorbeiziehenden Städten leben (S. 72), hofft sie, dass in Baden-Baden „das Glück […] Fedja endlich einmal hold sein“ müsse und ihre finanzielle Situation sich stabilisiert. Ihr Mann denkt aber darüber hinaus an den Berg der Goldmünzen, der erst wenn er „die Form eines Dreiecks erlangt hat[] und einen Gipfel bildet[] […] in seinen Besitz übergehen [kann]“ an die „silbrige[] Kugel, die Schicksale entscheidend dahinrollt[], für niemanden erreichbar“.

### 2. Teil (S. 88–135)

#### Dostojewsi-Recherchen des Erzählers
Zu Beginn dieses Abschnitts deutet der Erzähler biographische Bezüge zum Autor Zypkin an (S. 89–92), indem er von der Rückkehr nach Ende des Krieges in die zerstörte Stadt berichtet, wo er als Medizinstudent mit seinen Eltern im Krankenhaus wohnte, in dem sein Vater arbeitete. Eine weitere Parallele sind die Dostojewski-Recherchen: Beim zweiten Aufenthalt seines Zuges in Bologoje (S. 121) erinnert er sich an eine gewerkschaftlich organisierte Exkursion »Dostojewski in Staraja Russa« mit einer Filmvorführung Die Brüder Karamasow, denn in einem Eckhaus dieser Stadt am Ilmensee, dem Romanhaus Fjodor Pawlowitsch Karamasows, verbrachten die Dostojewskis mit ihren beiden Kindern Ljubotschka (Ljubow) und Fedenka (Fodor) von Petersburg aus jeden Sommer, und hier steht auch das Haus Gruschenka Menschowas, Vorbild für Gruschenka Swetlowa (S. 123).

#### Roulette-Rausch

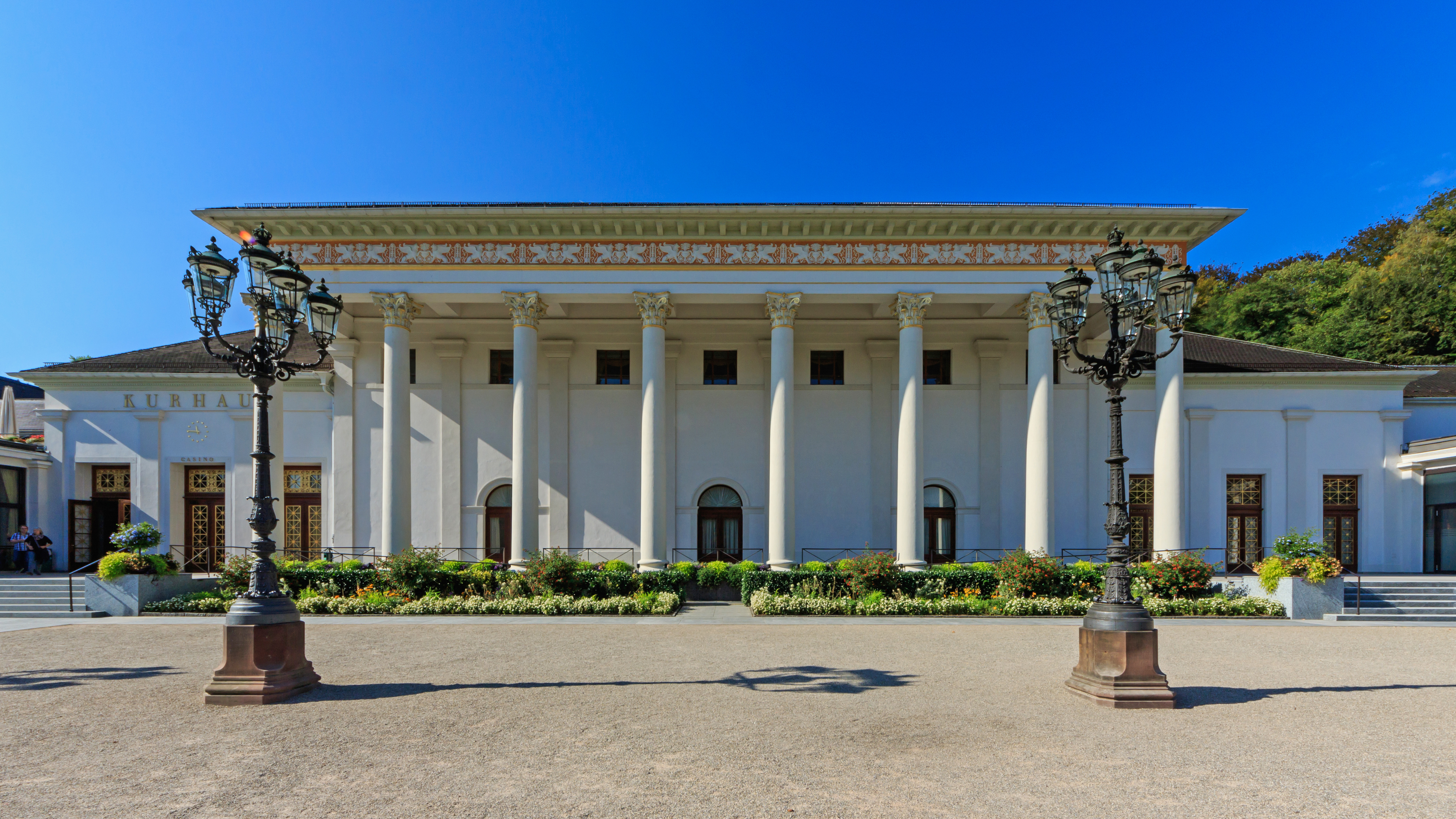
„Fedja pendelte manchmal zwischen der Pension und dem Kurhaus, wo sich das Roulette befand, mehrmals täglich hin und her“.

Baden-Baden erscheint, trotz der wegen einer Schmiede im Hof und kinderreicher Mieter unruhigen Pension, in den ersten Tagen wie ein klarer Sommermorgen. Fedja besucht oft mehrmals täglich das Kurhaus, um Roulette zu spielen. Er gewinnt und Annas »Geldkatze« füllt sich. Die beiden wandern, trotz Annas Schwangerschaft, gemeinsam zum Neuen und Alten Schloss und flanieren durch den Kurpark.
Doch eine wechselhafte Phase schließt sich an, manchmal hat der Schriftsteller alle Münzen verspielt, womit ihn Anna dosiert ausgestattet hat, und muss sie um weiteres Geld bitten. Auf seinem Weg zum Kurhaus zählt er abergläubisch genau 1457 Schritte ab (S. 115), um das Spiel zu beeinflussen, das ihn in einen Rauschzustand versetzt: Er gewinnt mehrmals und der Geldberg vor ihm wächst. Doch durch die Störung eines anderen Besuchers gerät er aus dem Rhythmus „und er saust[] jählings den Berg hinunter“ und im Versuch, diesen aufzuhalten, geht „sein Absturz […] weiter“. Wütend schreiend und unglücklich weinend kehrt er in solchen Situationen in die Pension zurück, wo ihn seine Frau beruhigt. Auch in Tagträumen artikulieren sich seine Wahnvorstellungen. Während eines Kurkonzertes (S. 131) stellt er sich zur Egmont-Ouvertüre von Ludwig van Beethoven den Aufstieg in eine gewaltige majestätische Kristall-Bergwelt zum von Wolken umhüllten Gipfel vor, während ihn die Menge seiner Kritiker vom Tal aus verhöhnt. Seine Frau rettet ihn im Traum vor dem drohenden Absturz, aber beim abendlichen gemeinsamen Schwimmen wiederholt sich der Angstzustand. Sie „blickt[] ihm in die Augen und streckt[] die Arme nach ihm aus“, doch „es [treibt] ihn ab, unerbittlich und schnell“ […] „sein Körper erschlafft[] willenlos – rasch und unaufhaltsam [sinkt] er auf den Grund.“
Die Enttäuschungen über die verlorenen Spiele überlagern sich mit gesellschaftlichen Demütigungen. Die arrivierten und gut situierten Schriftsteller Turgenjew und Gontscharow residieren im Hotel 'Europe', in das er vom Portier nicht eingelassen wird. Diese Literaten-Klassengesellschaft erinnert ihn an die Spannung zu dem Satiriker Panajew und seinem Kreis (S. 94–100), die ihn wegen seiner hohen Selbstbewertung als Dichter karikierten. Wie der von ihm bewunderte Turgenjew, den er vergeblich zur Mitarbeit an seiner Zeitschrift Wremja zu gewinnen (S. 103) suchte, haben sie den jungen Schriftsteller anfänglich gefördert. Jetzt fühlt er sich von ihnen ignoriert und gesellschaftlich isoliert, z. B. von Nekrassow und Belinski, der durch seine Rezension der Arme[n] Leute seinen Aufstieg förderte. Gründe dafür sind, neben seiner zunehmenden Berühmtheit, „hitzige und unvorsichtige Äußerungen“ über den Panajew-Kreis, seine Definition der wahren Literatur und der „Streit zwischen Slawophilen und Westlern“.

### 3. Teil (S. 135–181)

#### Der Absturz

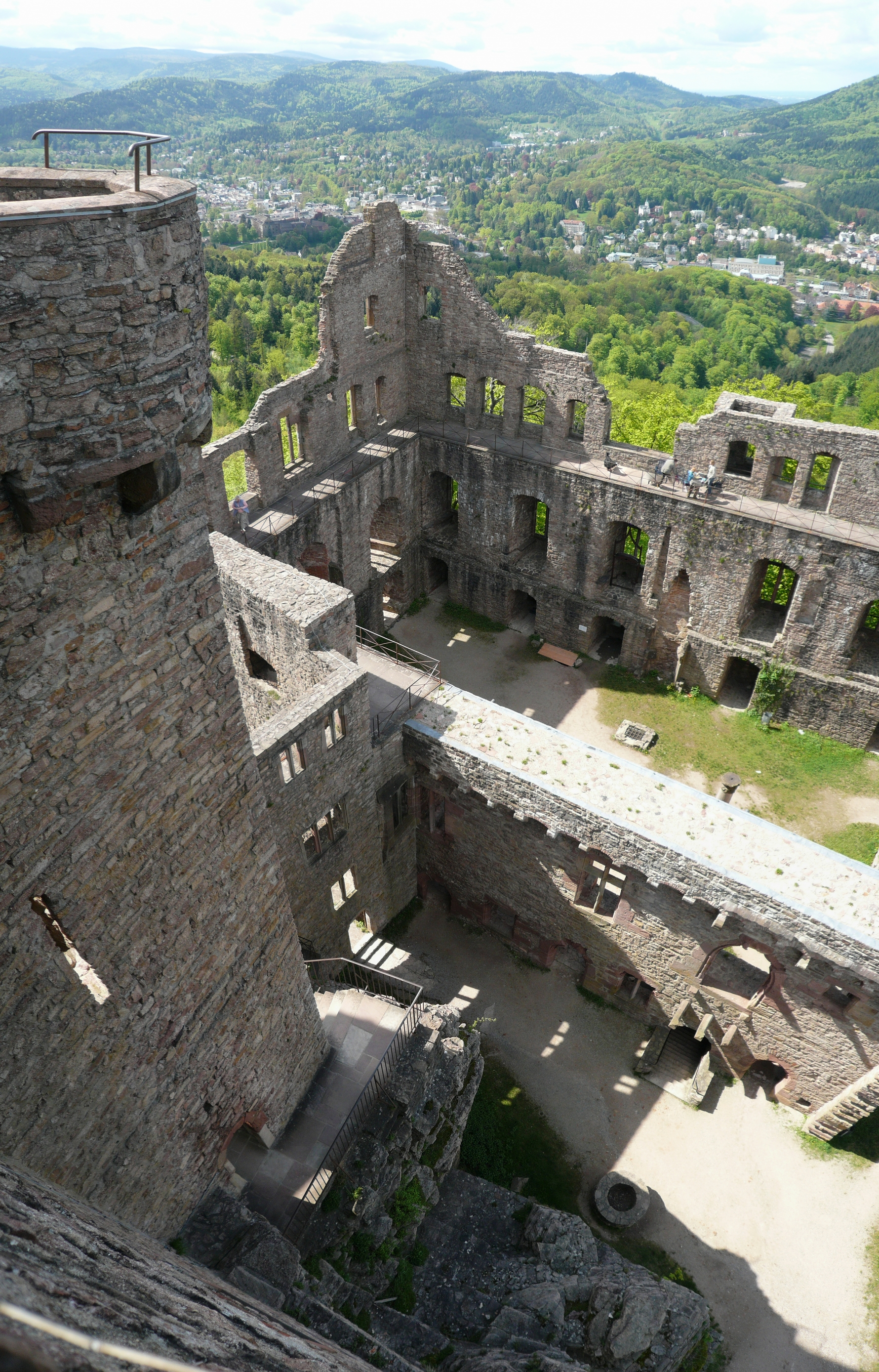
Nachdem Dostojewski das Reisegeld verspielt hat, klettert er mit Anna hoch zum Alten Schloss, von wo aus „sich eine herrliche Aussicht auf […] Baden-Baden bot“ und „Fedja [trat] an den Rand […] und schrie: ‚Leb wohl, Anja, ich stürze hinunter!‘“

Im dritten Teil rückt die Gegenwartsebene ganz in den Hintergrund: Am Schluss dieses Abschnitts kommt der Erzähler in Leningrad an. Die im zweiten Teil eingeleitete Spielthematik tritt dagegen in den Mittelpunkt: Die Situation eskaliert, als die anfänglichen Erfolge sich nicht fortsetzen und Anna ihm immer wieder neue Münzen aushändigen muss. Er verliert sogar seinen Stolz, dringt er in das Hotel 'Europe' ein und erbittet von seinem wohlhabenden Kollegen Gontscharow drei Goldmünzen Als Fedja das letzte Bargeld verliert, handelt er zunehmend wie in einer Zwangsneurose (S. 141): Er verpfändet Ehering und Schmuckstücke seiner Frau, schließlich ihre besten Kleidungsstücke. Dabei beschleunigen sich seine Dreieckswege zwischen Kurhaus, Pension und Pfandleiher rasant. Er verliert jegliche Kontrolle und will das Glücksgefühl des Aufstiegs zum Gipfel erzwingen. Zunehmend unbekümmert setzt er ohne System (S. 152), gewinnt zwischenzeitlich, kann nach Verlusten nicht mehr rechtzeitig aufhören und fällt immer tiefer.
Anna begleitet ihn voller Mitgefühl und Liebe auf diesem Weg (der russische Titel bezieht sich auch auf sie), geht schließlich selbst ins Kurhaus, um ihn in seinem Spieltrieb zu verstehen und hofft auf einen Gewinn, der ihnen die Begleichung der Schulden und die Abreise ermöglichen würde. Als er sie am Roulettetisch erblickt, spürt er ein Gefühl der Zärtlichkeit und des Mitleids und sagt: „Meine Frau ist eine Spielerin, ei, ei“. Er führt sie weg und sie machen einen Spaziergang zum Alten Schloss. Hoch oben über dem Tal „verspürt[] [er] den sonderbaren Wunsch, sich von der Plattform […] zu lösen und zu diesem blauschwarzen Himmel hinaufzuschwingen, eins zu werden mit ihm, mit anderen Welten. […] Anna Grigorjewna [steht] jetzt neben ihm, [hält] seine Hand mit festem Griff, und ihr Gesicht [ist] bleich“. Voll Reue führt er sie ins Tal. Auf der Poststation erhalten sie einen Brief von Annas Bruder Wanja mit 100 Rubeln. Jetzt könnten sie ihre Unterkunft bezahlen. Aber während sie die Koffer packt, verspricht er, den Schmuck auszulösen, verspielt jedoch wieder das Geld. Anna übernimmt jetzt die Führung und sie kaufen gemeinsam Kleider und Schmuck zurück. Fedja bittet um zehn Franc für sein letztes Spiel, um mit einem abschließenden Gewinn sein Dreieck zu vollenden, er kommt erfolgreich zurück und schenkt ihr Aprikosen. Sie geht auf seine Versöhnungsversuche jedoch nicht ein und ist entschlossen abzureisen, worauf er einen Epilepsieanfall erleidet. Dostojewski schwört, bis zur Abfahrt des Zuges ein allerletztes Mal das Kurhaus zu besuchen, nur um zuzuschauen, erbettelt aber von seiner Frau einen Gulden. Erneut beginnt der Kreislauf: Er verliert, versetzt wieder seinen Ehering, Anna verpfändet ihre Ohrringe, der Erfolg bleibt wieder aus. „[D]iesmal [ist] es ein unabwendbarer endgültiger Absturz, er versucht[] gar nicht erst irgendwie Halt zu finden“. Nach Auseinandersetzungen mit der Wirtin, die Nachforderungen stellt, fahren die Dostojewskis schließlich zum Bahnhof und reisen ab. Am nächsten Morgen erreichen sie Basel.

### 4. Teil (S. 181–238)

#### Dostojewski-Museum
Die Gegenwartsebene verbindet sich im vierten Teil mit der historischen durch den Besuch des Erzählers im Leningrader Dostojewski-Museum.
Der Erzähler geht nach seiner Ankunft in Petersburg an Häusern vorbei, in denen Dostojewski gewohnt hat, zu seiner Gastgeberin Gilda Jakowlewna, der besten Freundin seiner Mutter. Sie lebt in einer Gemeinschaftsmietwohnung (S. 181–194) und erzählt ihm detailliert von der Verhaftung und Inhaftierung ihres Mannes, des Urologen Mossej Ernstowitsch im Jahr 1937 (S. 188) und von der Blockade während des Zweiten Weltkrieges (S. 201).
Nachts liest der Erzähler in Dostojewskis Tagebuch eines Schriftstellers von 1877 den Abschnitt über »Juden: die jüdische Frage« und reflektiert sein, sowie das vieler jüdischer Literaturwissenschaftler und Leser, ambivalentes Verhältnis zu dem von ihm bewunderten Dichter, der in seinen Romanen immer wieder jüdische Figuren als „Jidden“ antisemitisch karikiert. Im Traum (S. 195–197) verarbeitet er in surrealistischen Bildern diesen Widerspruch: Ein clownhafter Akrobat mit Harlekin-Maske bewirft, in Anspielung auf Dostojewski-Szenen in Twer (S. 55) und auf der Reise nach Basel (S. 175) den Juden Issai Fomitsch aus dem Roman Aufzeichnungen aus einem Totenhaus mit auf dem Bahnsteig gekauften belegten Broten. Nach seiner Rückkehr vom Museum reflektiert er seinen Traum und seine Auseinandersetzung mit Dostojewskis Antisemitismus (S. 236).
Am nächsten Morgen läuft der Erzähler durch die Stadt zu Dostojewskis Haus, jetzt ein Museum (S. 203–238). Auf seinem Weg fotografiert er »das Haus Raskolnikows«, »das Haus der alten Wucherin«, »das Haus Sonetschkas«. die Wohnungen des Schriftstellers und stellt sich dabei vor, wie Anna wegen des Abgabetermins unter Zeitdruck den Roman Der Spieler stenographierte. Im fünfgeschossigen Eckhaus am Kusnetschny-Markt ist das Museum eingerichtet. Der Erzähler betrachtet die ausgestellten Erstausgaben, Dokumente, Fotografie, erinnert an Ljubow Fjodorownas, der Tochter Fjodors und Annas, eigenwilliges Leben. Im Arbeitszimmer (S. 213–235) starb der Schriftsteller am 9. Februar 1881. Ein Lungenblutsturz vom Vortag wiederholte sich vermutlich nach dem Besuch der Lieblingsschwester Vera Michailowna, die den Bruder dazu bewegen wollte, auf eine Erbschaft, einen mehr als 500 ha großen Grundbesitz seiner Tante Kumanina im Gouvernement Rjasan zu verzichten und sich seinen Anteil an dem Gut ausbezahlen zu lassen.
Der Erzähler kehrt in der Nacht durch die schneebedeckten, fast leeren Straßen zu seiner Gastgeberin zurück, die wieder von der Blockade und der Verhaftung ihres Mannes spricht.

## Analyse

### Montagen
Zypkin verwendet in seinem Roman die Montagetechnik, d. h., er kombiniert mit fließenden Übergängen bzw. in Assoziationssprüngen verschiedene Zeitebenen und personale Beziehungen unter thematischen Gesichtspunkten und greift im Romanverlauf immer wieder einzelne Motive auf, wie des Gipfels oder des Absturzes.
Ein Beispiel für diese Verknüpfungstechnik ist die Unterbrechung der Bahnfahrt des Erzählers in Kalinin (S. 52–55) Die zwischen Moskau und Leningrad/Petersburg liegende Station dient wegen ihrer Symbolik als lokale Überleitung zu Dostojewskis Rückkehr aus der Verbannung aus Semipalatinsk mit seiner ersten Frau Maria Dmitrijewna in diese Stadt, von wo aus er sich unterwürfig bemüht, wieder in Petersburg wohnen zu dürfen. Der Erzähler schildert seine Anstrengungen, wie er „mit wehenden abgetragenem Rock bald zu der einen, bald zu der anderen Seit des Bahnhof eilte, zu den Twer sich nähernden Zügen aus Moskau oder Petersburg, der sich ehrerbietig verneigte, laute, fordernde Reden hielt, hochgestellte Herren bei den Schößen ihrer Frackes oder ihrer Uniform packte, sie bat, sie beschwor, ihn anzuhören, der sein Vorgehen schlau kalkulierte, um sich nicht billig zu verkaufen, fast wie jene Jidden […]“. Es schließt sich ein Vergleich an mit dem Protagonisten Stawrogin aus den Dämonen (S. 56), der als Antithese zu Dostojewski, als Verkörperung seines unerfüllbaren Traums, des Übermenschen mit dämonischen Gesichtszügen und diabolischem Gang interpretiert wird. Der hinter ihm durch den Morast stapfende Pjotr Stepanowitsch Werchowenski, eine weitere Dämonenfigur, leitet über zu den Erinnerungen an einen Klassenkameraden des Erzählers und dessen Vater (S. 57–59). Nach einigen Anekdoten über die beiden wird zurückgeleitet zu den Dämonen und zur Grotte im Stawroginschen Park (S. 61), dessen vermutliches Vorbild in Moskau er besichtigt hat. Sie liegt in der Nähe der Wohnung von Annas Bruder Wanja, Student der Akademie von Petrowsko-Rasumowskoje, wo sie ihn nach ihrer Hochzeit besuchte (S. 62). Als der Zug weiterfährt, setzt der Erzähler seine Lektüre des Tagebuchs fort und findet darin die Beschreibung der Zugfahrt von Dresden nach Baden-Baden mit dem Rückblick Annas auf den in Dresden ankommenden Brief der früheren Freundin Dostojewskis, bei dessen von seiner Frau beobachteten Lektüre sich der Schriftsteller an die Zeit mit Polina erinnert (S. 65–69). Diese Einblendung wird mit einem Gedankenstrich beendet und die Szene springt zurück zu den Dostojewskis im Zug, worauf sich, wieder nach einem Gedankenstrich („- vor kurzem sah ich ihn […] er war in der linken oberen Ecke eines Gemäldes dargestellt“), der Bericht des Erzählers von einer Moskauer Ausstellung (S. 70) anschließt. Er beschreibt ein Riesenbild mit dem für viele Verbannte symbolträchtigen Titel „Rückkehr des verlorenen Sohnes“ und bemerkt, dass daneben eine Tafel mit der Erklärung des Kunstwerks stand, „um Fehlinterpretationen vorzubeugen“.

### Historischer Hintergrund
Der Autor wählt aus der Geschichte Russlands drei Phasen der Repression aus, die im Roman durch drei Figuren repräsentiert werden:
Im sogenannten Zeitalter der Reformen bildeten sich nach der Französischen Revolution und den Protesten der 1830er und 1840er Jahre in Mitteleuropa auch im zaristischen Russland mehrere Gruppen, die für Reformen eintraten oder auf einen Umsturz hinarbeiteten. Dostojewskis schloss sich in Sankt Petersburg den Petraschewzen an, einem Kreis fortschrittlicher Intellektueller, die Despotismus und Leibeigenschaft bekämpften. Der Schriftsteller wurde 1849 denunziert und zum Tode verurteilt. Erst auf dem Richtplatz teilte man ihm seine Begnadigung durch Zar Nikolaus I. mit, bestrafte ihn zu vier Jahren Verbannung und schickte ihn zur Zwangsarbeit nach Sibirien.
Zypkins Roman bezieht sich an mehreren Stellen auf diese Zeit: Immer wieder taucht in Dostojewskis Erinnerungen, (z. B, S. 34, 39, 42, 43) das Motiv der Demütigungen während der Zeit der Katorga und seiner ängstlichen Unterwürfigkeit dem Platzmajor in der Festung von Omsk gegenüber auf, dessen Gesicht „mit roter Nase und gelbem Luchsblick“. sowie dem „wuchtigen Kinn“ ihm in Angstsituationen erscheint. Während eines Aufenthalts im Bahnhof in Twer|Kalinin denkt der Erzähler an den Aufenthalt Dostojewskis in dieser Stadt nach der Rückkehr aus Semipalatinsk, wo er nach Beendigung der Haft von 1854 bis 1859 seine Militärpflicht erfüllte und durch Protektion und Wohlverhalten zum Offizier befördert wurde. Zwei Jahre später, nach Aufhebung seiner Verbannung, durfte er nach St. Petersburg zurückkehren (S. 55–56).
Die politischen Anschauungen der russischen Intellektuellen waren bei aller Unzufriedenheit mit den politischen Verhältnissen sehr unterschiedlich. Zypkin greift in seinem Roman den Konflikt zwischen Anhängern einer Annäherung an den Westen (Westler) und Gegnern einer solchen Annäherung (Slawophile) In Fortführung des Vergleichs zwischen Dostojewski mit Solschenizyn thematisiert er im zweiten Teil ihre gemeinsame Slawophilie. Ausgangspunkt ist seine Auseinandersetzung mit Turgenjew im Nobelhotel 'Europe' (S. 108–112) über dessen in Baden-Baden spielenden Roman Rauch. Am Beispiel des ehemaligen Leibeigenen Potugin wirft er seinem früheren Vorbild vor, Russland nie gekannt zu haben. Für den Erzähler ist dieses „Duell in die russische Literaturgeschichte ein[gegangen] als ideologische Auseinandersetzung über das Verhältnis zwischen Russland und dem Westen“ und hundert Jahre später von Solschenizyn wieder belebt worden.
In die Montagen eingearbeitet und mit Dostojewskis traumatischen Erlebnissen assoziativ verbunden sind Schicksale aus der stalinistischen Zeit, die Opfer der „Säuberungen“ wurden. Im vierten Teil erfährt der Erzähler von seiner Leningrader Gastgeberin Gilda Jakowlewna, dass ihr Mann Mossej Ernstowitsch 1937, also in der Phase des so genannten Großen Terrors von 1936 bis 1938, verhaftet und inhaftiert wurde, wie der Vater des Autors, Boris Zypkin, bereits 1934.
Dieser Umgang mit politischen Gegnern oder vermeintlichen Kritikern setzt sich in der Gegenwart des Erzählers fort und wird am Beispiel des Schriftstellers Alexander Solschenizyn vorgestellt, der wegen seiner Stalinkritik gegen Ende des Zweiten Weltkrieges zu acht Jahren Zwangsarbeit in Arbeitslagern verurteilt, in der Zeit der Entstalinisierung während der Regierung Chruschtschows zwar rehabilitiert, dann aber, nach Rückkehr zur Harten Linie (s. 1964–1985: Breschnew und seine Nachfolger), 1974 aus der Sowjetunion ausgewiesen wurde. In lokaler (Ankunft in Frankfurt) und thematischer Verknüpfung mit der Dostojewski-Zeitebene vergleicht der Erzähler den Umgang sowohl der zaristischen wie der kommunistischen Machthaber mit unbequemen Kritikern (S. 75–78). Beide Schriftsteller wurden als Regimegegner zur Arbeit in Straflagern verurteilt und haben darüber Bücher geschrieben. Solschenizyn bezog sich außerdem ausdrücklich auf das Bekenntnis seines Kollegen, man dürfe „das Glück, selbst das der Menschheit insgesamt, nicht auf den Leiden anderer aufbauen“, schon gar nicht auf einem „zerstörten Kindererleben[]“ Als Beleg dafür verweist der Erzähler auf Figuren aus Dostojewskis Winteraufzeichnungen über Sommereindrücke.
Die Thematik der Repression findet man ebenso in der Biographie Zypkins: Er bot seine Romane keinen Verlagen an und verbreitete sie auch nicht durch Schreibmaschinenkopien, weil er Angst hatte, seine Stelle am Institut für Poliomyelitis und virusbedingte Enzephalitis in Moskau zu verlieren. Nachdem sein Sohn Michail und dessen Frau in die USA ausreisten, wurde Zypkin in der Hierarchie zurückgestuft und stellte 1979 und 1981 ebenfalls Ausreiseanträge, die jedoch abgewiesen wurden. Da er jetzt keine Chance mehr sah, seine Werke in Russland zu publizieren, ließ er durch Journalisten eine Kopie des Romans Ein Sommer in Baden-Baden aus dem Land schmuggeln. Sieben Tage vor seinem Tod erschien die erste Folge am 13. März 1982 in einer russischen Emigrantenzeitung in New York.

### Themen und Motive

#### Gipfelsehnsucht und Absturz
Das Thema des vergeblichen Gipfelsturms durchzieht leitmotivisch den Roman und entwickelt sich aus den verschiedensten Situationen, etwa der Sexualität Anna („Schwimmen“), dem Roulette-Spiel im Casino, dem alltäglichen Kampf gegen unsichtbare Widerstände, z. B. seiner Geldnot bei Einkäufen, dem teuren Abendessen im Hotel 'Victoria' oder bei seinen Epilepsieanfällen: „[D]ieser Gipfel und dieser unerreichbare Grund bargen die schreckliche und zugleich wonnevolle Lösung eines Rätsels, etwas das er nicht benennen, ja nicht einmal vorstellen konnte, und sein Leben lang […] sollte er ständig bestrebt sein, an diesen Gipfel oder Krater heranzukommen, der jedoch unzugänglich blieb“.
Der Spielrausch erweitert sich vom materiellen Aspekt zu einer Metapher für seine Sehnsucht nach dem vollkommenen transzendenten Glücksgefühl, das ihn auch bei der Betrachtung von Raffaels Sixtinischer Madonna, bei Tagträumen und epileptischen Anfällen erfasst. Dabei erscheint immer wieder das Bild der erhabenen Bergwelt und das des Gipfels über den Wolken auf, wodurch die ihn verspottende Talbevölkerung, die rivalisierenden Schriftsteller, nicht mehr zu sehen sind. Diese Halluzinationen begleiten ihn beispielsweise bei seinen Gewinnen: „[A]lles drehte sich in einem wilden Wirbel um ihn, er sah nichts als den Münzhaufen vor sich und die herumsausende Kugel […] er holte sich immer neue Münzen, die er zusammenscharrte und auf seinen rötlichgolden glänzenden Haufen packte - der Gipfel des Berges, urplötzlich tauchte er über den unten zurückgebliebenen Wolken auf – er befand sich jetzt in solcher Höhe, dass von der Erde nichts mehr zu sehen war – alles ringsum war bedeckt von weißen Wolken, und er schritt über sie hin – seltsamerweise trugen sie ihn, hoben ihn sogar empor zum unbezwungenen rötlichgoldenen Gipfel, der ihm vor kurzem noch unerreichbar geschienen hatte“.
Doch dieses Glücksgefühl ist nur von kurzer Dauer. Wie er in den Ausstellungen von den Wärtern vom Stuhl heruntergebeten wird, nachdem er „alle Besucher [überragte], sie waren allesamt Pygmäen, auch der auf ihn zueilende Museumswärter“ stoßen seine Aktionen in den literarischen Zirkeln auf Ablehnung. Man betrachtet den unbeherrschten Emporkömmling argwöhnisch.
Dieses Gefühl des Absturzes erlebt Dostojewski im dritten Teil, bei seinen Verlusten im Spiel: „Die Schnelligkeit seines Falls ergriff immer mehr Besitz von ihm – wenn er es beim Aufstieg zum Gipfel nicht vermocht hatte, eine gewisse Scheidelinie zu überwinden, und jetzt abwärts rollte, dann gab es womöglich auch hier eine Linie, eine Grenze, über die er nicht hinausgehen würde? – hier spielten ja keine äußeren Umstände mit - es galt lediglich, sich dieser Bewegung, dieser Elementargewalt hinzugeben und so sauste er mit geschlossenen Augen abwärts – die bekannten Gestalten waren jetzt irgendwo da oben – grinsend zeigten sie wieder mit Fingern auf ihn […] doch […] ihnen war es nicht beschieden, die Erfahrung dieses schwindelerregenden Falls zu machen, dem er sich hingegeben hatte – erniedrigend ist nur das Halbherzige […] allein eine restlos von ihm in Besitz ergreifende Idee macht den Menschen frei und stellt ihn über alles“. Auch nach seiner reuevollen Rückkehr zu Anna „vergaß er keine Sekunde diese Erfahrung des atemberaubenden Falls, die ihm ein Gefühl der Überlegenheit gegenüber seiner Umwelt verlieh, so dass er sogar ein gewisses Mitleid mit seiner Umgebung empfand“.
Dieses Motiv erscheint wieder im vierten Teil bei der Beschreibung Dostojewskis auf dem Krankenlager unter der Fotografie der Sixtinischen Madonna: „Der Sterbende versank unaufhaltsam in einem bodenlos tiefen Abgrund, der einem Vulkankrater glich – er selbst hatte indessen das Gefühl, jetzt den höchsten Berg der Welt zu ersteigen – er war weitaus höher als die, die er jemals bezwungen oder zu bezwingen versucht hatte, und vermeinte, einen geraden, hellen, kristallenen Weg so mühelos zu gehen, als steige er nicht bergan, sondern bergab, zum Teil war es ihm, als flöge er mit unsichtbaren Flügeln, und am Ende des weges, auf dem Gipfel des Berges, strahlte die Sonne […] und vom Gipfel dieses Berges tat sich vor ihm nicht nur die ganze Erde mit dem geschäftigen Treiben ihrer Bewohner auf, sondern das ganze Universum mit helleuchtenden riesigen Sternen, und einen Moment lang gewann er Einblick in die schrecklichen Geheimnisse dieser fernen Planeten, doch schon im nächsten Augenblick verlosch die Sonne, und er versank in einer furchtbaren, bodenlosen Finsternis“.

#### Dostojewskis Antisemitismus
Den russischen Titel „Dostojewski lieben“ könnte man sich auch mit einem Fragezeichen versehen denken. Denn von Anfang an (z. B, S. 28) ist der Aspekt präsent, wie der Schriftsteller in seinen Romanen die Juden nach antisemitischen Bildern karikiert, etwa Jidde Ljamschin (S. 60). Jidden-Beispiele werden aus Die Dämonen, Aufzeichnungen aus einem Totenhaus, Schuld und Sühne, Die Brüder Karamasow angeführt. Aber nicht nur in den literarischen Werken findet der jüdische Erzähler viele Belege, auch in theoretischer Form erläutert Dostojewski im Abschnitt über »Juden: die jüdische Frage« in seinem Tagebuch eines Schriftstellers von 1877 seine Vorbehalte gegenüber dem „Weltjudentum“, das „die Russen gnadenlos ausbeute[]“.
Gegen Ende des Romans wird diese Thematik eingehend kommentiert. Dem Erzähler erscheint es angesichts dieser „sattsam bekannten antisemitischen Argumente“ „in höchstem Maße sonderbar, dass ein Mann, der in seinen Romanen solche Sensibilität menschlichem Leid gegenüber beweist, dieser hingebungsvolle Fürsprecher der erniedrigten und beleidigten, der mit solcher Inbrunst, ja Vehemenz die Existenzberechtigung jeglicher Kreatur verficht und einen begeisterten Hymnus auf jedes Blättchen und jedes Gräslein singt, nicht ein Wort der Verteidigung oder Rechtfertigung für Menschen gefunden hat, die jahrtausendelangen Verfolgungen ausgesetzt sind – war er so blind, hat ihn womöglich der Haß blind gemacht?“ Er fragt sich, warum es in der Dostojewski-Forschung so viele jüdische Wissenschaftler gibt (S. 236), er gehört zu ihnen, auch er recherchiert die Zusammenhänge zwischen der Biographie und den Romanen, erkundet die familiären Beziehungen und fotografiert die Vorlagen für die Handlungsorte.
Seine eigene Ambivalenz, aber auch seine Verletzung als Jude spiegelt sein Traum von einem Akrobaten mit Harlekin-Maske und Dostojewski-Requisisten, der auf einem Bahnsteig seine Kunststücke vorführt. Als sich der komischen Figur der Jude Issai Fomitsch aus Aufzeichnungen aus einem Totenhaus gegenüberstellt, bewirft ihn der Clown mit belegten Broten (S. 195–197). Abschließend macht sich der Erzähler Gedanken über diesen Traum (S. 236) und seine eigene Form der Auseinandersetzung mit Dostojewskis Antisemitismus.

#### Widersprüche und extreme Gefühlsschwankungen
Nicht nur in den Romangestaltungen entdeckt der Erzähler moralische Widersprüche, auch der von ihm porträtierte Mensch ist starken extremen Gefühlsschwankungen ausgesetzt. Da ist einerseits das Mitleid mit den Armen. Nach einem Überfall knapp zwei Jahre vor seinem Tod bezahlte Dostojewski für den betrunkenen Täter die Strafe. Andererseits ist er in „krankhafter Eigenliebe“ von seinem Auftrag als Schriftsteller überzeugt. Er erstrebt den Gipfel. Ebenso sieht er in der slawischen Frage die „göttliche Sendung der Russen, die berufen seien, Europa zu befreien“.
Er selbst ist eher ein schwacher Mensch, der aus Minderwertigkeitskomplexen zur Überreaktion neigt und dies in seinen Romanen kompensiert. Der Erzähler vermutet, dass der Protagonist der Dämonen Stawrogin als Antithese zum Autor gesehen werden kann, als Verkörperung seines unerfüllbaren Traums vom Übermenschen mit dämonischen Gesichtszügen und diabolischem Gang. In familiären Streitigkeiten ist er oft nachgiebig den Schwestern gegenüber, Annas Vermögen setzt er dagegen für die Begleichung der Schulden seines Bruders ein, er lässt sich von der Schwiegermutter die Hochzeitsreise bezahlen, überfordert durch seine Spielsucht die Haushaltsführung seiner Frau und verpfändet deren Kleider und Schmuck.
Offenbar sind es diese von Dostojewski immer wieder bereuten Schwächen, seine Erniedrigungen, die er in Momenten des von ihm verursachten Absturzes als verdient ansieht, die Pendelbewegungen zwischen Auflehnung und Unterordnung, zwischen Nicht-auffallen-wollen, z. B. gegenüber den Deutschen, und unbeherrschten Wutausbrüchen in der Öffentlichkeit, zwischen der Beleidigung anderer und der eigenen Verletzlichkeit und seine extremen Ansprüche, die der jüdische Erzähler auf die andere Waagschale gegenüber dem ihn persönlich verletzenden Antisemitismus legt.

## Rezeption
Im deutschen Feuilleton wird Zypkins Roman nach der Neuübersetzung als Entdeckung gefeiert:
- als ein Wurf von Format, als ein ziemlich singuläres Stück Literatur, das in leichtem, verführerisch lebhaftem Erzählfluss zwei Jahrhunderte, zwei Epochen, zwei Gesellschaften gegeneinandersetzt,[44]
- als überzeugendes Beispiel einer Verbindung zwischen historischen Materialien, Recherchen des Autors und seinen die Romane des Schriftstellers und seine Biographie einbeziehenden fiktiven Dostojewski-Szenen. Dies sei in seiner Assoziationsfülle ein Dostojewski-Roman, wie es keinen anderen gebe: Er beschwöre mit geradezu zärtlicher Hassliebe ein großes Literatur-Ungeheuer.[44]
- Als außergewöhnlich gewürdigt wird in diesem Zusammenhang der Erzählansatz (Dostojewski lieben), die Frage, wie der jüdisch-russische Autor von einer widersprüchlichen Persönlichkeit mit antisemitischen Vorstellungen fasziniert sein kann, dass er dessen Romane liest und dessen Leben erforscht. Zypkin habe die Jahrhundertkatastrophe zurückverwiesen an die Literatur, sie zu versiegeln hinter der Frage eines Schülers an seinen literarischen Meister, stelle den stillsten, diskretesten, vielleicht den größten Kunstgriff dieses eindringlichen Romans dar.[45]
- Mit dieser Verknüpfungstechnik verschiedener Bausteine verbinde sich überzeugend Zypkins durch mäandernde Endlosschlaufensätze[46] geprägter Stil, der bei aller psychologischen Genauigkeit etwas Drängendes, Atemloses habe. Punkte setze der Autor nur am Ende seiner wenigen Absätze, ansonsten eilten die Sätze, nur durch Gedankenstriche voneinander getrennt, dahin, als kämpften sie gegen eine Frist. Das entspreche der Wahrnehmung Dostojewskis, der seelische Rettung suchte und überall auf Wände prallte.[46] Dieser Stil harmoniere mit dem manisch-depressiven Wechselbad der Gefühle Dostojewskis und der Beziehung zu seiner zweiten Frau Anna Grigorjewna.[47]